# Herbert Hunger (Byzantinist)

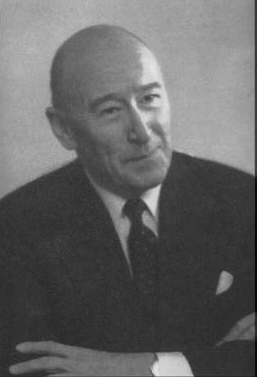
Herbert Hunger

Herbert Hunger (* 9. Dezember 1914 in Wien; † 9. Juli 2000 ebenda) war ein österreichischer Byzantinist.

## Leben
Herbert Hunger studierte an der Universität Wien Klassische Philologie und Germanistik und wurde 1936 promoviert. Nach Kriegsdienst ab 1939 und russischer Gefangenschaft bis 1947 trat er in die Österreichische Nationalbibliothek ein und legte 1949 die Bibliothekarsprüfung ab. Von 1956 bis 1962 war er Direktor der Papyrussammlung der Österreichischen Nationalbibliothek. 1954 habilitierte er sich an der Universität Wien und wurde 1958 zum außerordentlichen Professor ernannt. Von 1962 bis zu seiner Emeritierung 1985 war er ordentlicher Universitätsprofessor an der Universität Wien. Er war damit der erste Inhaber des Lehrstuhls für Byzantinistik an der Universität Wien und begründete die Wiener Schule der Byzantinistik.
Von 1973 bis 1982 war er Präsident der Österreichischen Akademie der Wissenschaften. 

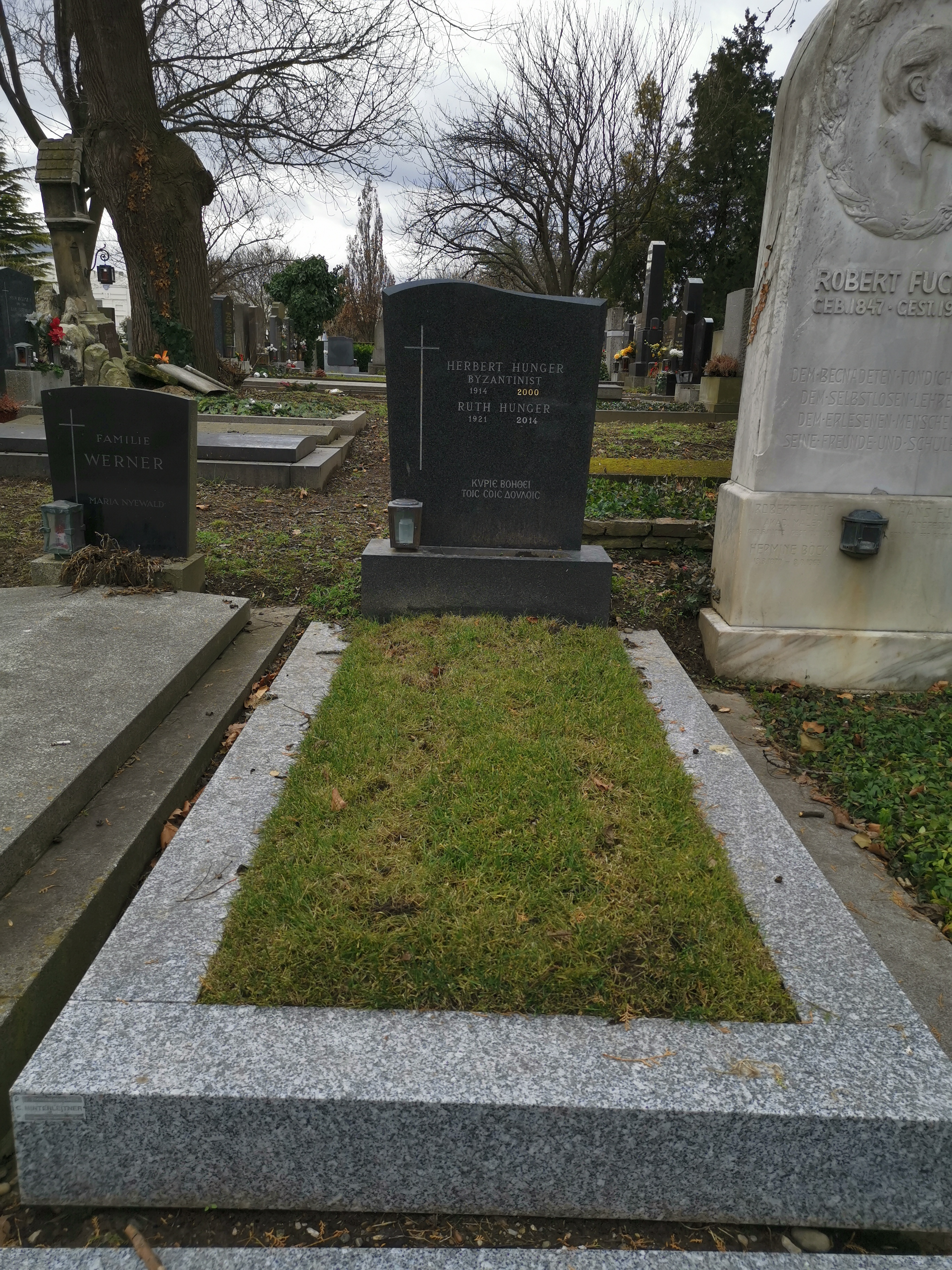
Grabstätte

Hunger wurde auf dem Wiener Zentralfriedhof bestattet.

## Mitgliedschaften
- 1962: wirkliches Mitglied der Österreichischen Akademie der Wissenschaften
- 1970: Assoziiertes Mitglied der Académie royale des Sciences, des Lettres et des Beaux-Arts de Belgique[1]
- 1978: korrespondierendes Mitglied der  Heidelberger Akademie der Wissenschaften[2]
- 10. Oktober 1980: korrespondierendes Mitglied der Philologisch-historischen Klasse der Sächsischen Akademie der Wissenschaften[3]
- 1980: Mitglied der American Philosophical Society[4]
- 1987: korrespondierendes Mitglied der British Academy[5]

## Auszeichnungen
- Großkommandeur des Phönix-Ordens der Hellenischen Republik
- Großes Verdienstkreuz mit Stern des Verdienstordens der Bundesrepublik Deutschland
- 1968: Wilhelm-Hartel-Preis
- 1974: Kardinal-Innitzer-Preis (Würdigungspreis für Geisteswissenschaften)
- 1979: Preis der Stadt Wien für Geisteswissenschaften
- 1981: Österreichisches Ehrenzeichen für Wissenschaft und Kunst
- Großes Goldenes Ehrenzeichen für Verdienste um die Republik Österreich
- Großes Goldenes Ehrenzeichen für Verdienste um das Land Wien

## Schriften (Auswahl)
- Studien zur griechischen Paläographie (= Biblos-Schriften. 5, ZDB-ID 501904-7). Hollinek, Wien 1954.
- als Herausgeber: Byzantinische Geisteswelt. Von Konstantin dem Großen bis zum Fall Konstantinopels. Holle, Baden-Baden 1958.
- Lexikon der griechischen und römischen Mythologie. Hollinek, Wien 1953; Neudruck Reinbek 1974; 8., erweiterte Auflage ebenda 1988, ISBN 3-85119-230-3.
- mit Anderen: Antikes und mittelalterliches Buch- und Schriftwesen. Überlieferungsgeschichte der antiken Literatur (= Geschichte der Textüberlieferung der antiken und mittelalterlichen Literatur. 1). Atlantis, Zürich 1961.
- Reich der neuen Mitte. Der christliche Geist der byzantinischen Kultur. Styria, Graz u. a. 1965.
- Katalog der griechischen Handschriften der Österreichischen Nationalbibliothek. 6 Bände. 1961–1994 (recte –1995).
- Byzantinische Grundlagenforschung. Gesammelte Aufsätze (= Variorum reprint CS. 21). Variorum Reprints, London 1973, ISBN 0-902089-55-2.
- Die hochsprachliche profane Literatur der Byzantiner (= Handbuch der Altertumswissenschaft. Abt. 12: Byzantinisches Handbuch. Tl.: 5, 1–2). 2 Bände. Beck, München 1978;
  - Band 1: Philosophie, Rhetorik, Epistolographie, Geschichtsschreibung, Geographie. 1978, ISBN 3-406-01427-5;
  - Band 2: Philologie, Profandichtung, Musik, Mathematik und Astronomie, Naturwissenschaften, Medizin, Kriegswissenschaft, Rechtsliteratur. 1978, ISBN 3-406-01428-3.
- Epidosis. Gesammelte Schriften zur byzantinischen Geistes- und Kulturgeschichte. Edition Maris, München 1989, ISBN 3-925801-05-7.
- Schreiben und Lesen in Byzanz. Die byzantinische Buchkultur. Beck, München 1989, ISBN 3-406-33391-5 (In neugriechischer Sprache und Schrift: Ο κόσμος του βυζαντινού βιβλίου. Γραφή και ανάγνωση στο Βυζάντιο. Ινστιτούτο του βιβλίου – Μ. Καρδαμίτσα, Αθήνα 1995, ISBN 960-354-017-X).
- Prochoros Kydones’ Übersetzungen von S. Augustinus, De libero arbitrio I 1–90 und Ps.-Augustinus, De decem plagis Aegyptiorum (= Wiener Studien. Beiheft. 14). Verlag der Österreichischen Akademie der Wissenschaften, Wien 1990, ISBN 3-7001-1719-1.
- Das Denken am Leitseil der Sprache. Johann Nestroys geniale wie auch banale Verfremdungen durch Neologismen (= Österreichische Akademie der Wissenschaften. Philosophisch-Historische Klasse. Sitzungsberichte. 664). Verlag der Österreichischen Akademie der Wissenschaften, Wien 1999, ISBN 3-7001-2790-1.